# عقد 260 ق م
عقد 260 ق م هو عقد امتد بين 31 ديسمبر 269 ق م و1 يناير 260 ق م بحسب التقويم اليولياني البروليبتي (التقويم الميلادي). سبقه عقد 270 ق م ولحقه عقد 250 ق م.

## أحداث

### 269 قبل الميلاد
- مواطنو سرقوسة يختارون هيرون ليكون ملكا عليهم ليتخد لقب هيرون الثاني.[5]

### 268 قبل الميلاد
- خرمونيدس يدعو جميع الإغريقيين واسبرطيين وحليفهم بطليموس الثاني للعمل على استقلال اليونان عن حكم مملكة مقدونيا.
- الرومان يؤسسون مستوطنات بينيفنتو وريميني.
- أشوكا يصبح إمبراطورًا على الإمبراطورية الماورية.

### 267 قبل الميلاد
- ثورة مدعومة من بطليموس الثاني ضد مقدونيا في عهد أنتيجونوس الثاني شارك فيها الاسبرطيين بقيادة أريوس الأول والأثينيون بقيادة خرمونيدس والأركاديين والآخائيين الذين يحاولون طرد القوات المقدونية الواقعة في جنوب اليونان.

### 266 قبل الميلاد
- ماركوس ريجولوس وجوليوس ليبو يحتفلان بالانتصارات على سالنتميون.
- ضم كالابريا وميسابيا للجمهورية الرومانية.
- أريوبارزانيس يصبح الملك الثاني لبونتوس.[6][7]
- إمبراطور المورين أشوكا يعتنق البوذية.[8]

### 265 قبل الميلاد
- الملك المقدوني أنتيجونوس الثاني يهزم ويقتل ملك إسبرطة أريوس الأول بالقرب من كورينث، وبعد ذلك يحاصر أثينا.
- أكروتاتوس الثاني يخلف والده أريوس الأول كملك على إسبرطة.
- مدينة فولسيني الأترورية تخضع للسيطرة الرومانية.
- تم تصميم لولب أرخميدس لرفع المياه من قبل عالم الرياضيات اليوناني أرخميدس.

### 264 قبل الميلاد
- معركة ميسانا أول صدام عسكري بين الجمهورية الرومانية وقرطاج.[9]
- دخول القنصل الروماني أبيوس كلوديوس كاوديكس صقلية رفقة اثنين من فيالق عسكرية، وهي أول عملية للجيش روماني خارج شبه الجزيرة الإيطالية.[10]
- أول معركة غلادياتر مسجلة، أقيمت في ألعاب الجنازة تكريما للأرستقراطي جونيوس بروتوس بيرا.[11]

### 263 قبل الميلاد
- الرومان يدخلون حدرانوم.[12]
- الكسندر الثاني ملك إبيروس يهاجم ويحتل الجزء كبير من مقدونيا ثم يطرد من قبل ديميتريوس الثاني وجوناتاس من مقدونيا.[13]
- الأثينيون والإسبرطيون يعقدون معاهدة سلم مع أنتيجونوس الثاني المقدوني الذي يحتفظ بقبضته على جنوب اليونان.[14]
- يومينس الأول يخلف عمه فيليرتوس على عرش بيرغامون.[15]

### 262 قبل الميلاد
- الملك السلوقي أنطيوخس الأول يعدم ابنه البكر بتهمة التمرد.[16]
- موت أنطيوخس الأول ويخلفه ابنه أنطيوخس الثاني.

### 261 قبل الميلاد
- اتفاق أنطيوخس الثاني وأنتيغونوس الثاني غوناتاس المقدوني، على العمل معًا لدفع أسطول بطليموس الثاني وجيوشه إلى الخروج من بحر إيجه.[14]

## مواليد
- ماركوس كلاوديوس مارسيليوس قائد وقنصل روماني.
- فو شنغ باحث كونفوشيوسي صيني.[17]
- لي ييجي، سياسي ومستشار صيني.[18]
- برنيكي الثانية ملكة مصر (266 قبل الميلاد)
- أجيس الرابع ملك إسبرطة.
- أنتسغونوس ثالث، ملك مقدونيا.[19]
- أبلونيوس البرغاوي فلكي ومهندس وعالم رياضيات يوناني.
- كليومينس الثالث ملك إسبرطة.
- جايوس فلامينيوس نيبوس.
- سكيبيو الأصلع.
- سلوقس الثاني.
- بوبليوس كلاوديوس بولتشر.

## وفيات
- اسطراطون اللميساكي.
- أقراطس الأثيني فيلسوف اليوناني.
- ديفانامبيا تيسا، ملك أنورادابورا سري لانكا حاليا.[20]
- مثرادات الأول مؤسس مملكة البنطس.[21]
- أليكسينوس فيلسوف اليوناني.[22]
- أريوس الأول ملك أسبارطة.[23]
- فابيوس ماكسيموس قنصل روماني.[24]
- فيليرتوس، مؤسس حكم الأسرة الأتالية.[25]
- أنطيوخوس الأول ثاني ملوك الدولة السلوقية.
- أكروتاتوس الثاني، ملك إسبرطة.[26]
- فليمون شاعر يوناني.[27]
- زينون الرواقي فيلسوف فينيقي.
- ثيوقريطس هو شاعر إغريقي.
- فيلوخوروس الأثيني هو مؤرخ.
- أغونطيس ملك أرمينيا.[28]
- تيموكريس عالم الفلك والفيلسوف اليوناني.[29]
- ثيوقريطس شاعر إغريقي.

## كتب
- Yves Denis Papin (1998). Chronologie de l'histoire ancienne. Lieu de publication non identifié: Éditions Jean-paul Gisserot. ISBN:2-87747-346-5. OCLC:40746926. مؤرشف من الأصل في 2022-03-16.
- موسوعة حضارة العالم (2002) لأحمد محمد عوف.

## روابط خارجية
- تصفح سنة بسنة عقد 260 ق م على موقع onthisday.com
- تصفح سنة بسنة عقد 260 ق م ابتداءً من سنة عقد 260 ق م على موقع المكتبة الوطنية الفرنسية
- التسلسل الزمني للتاريخ الحربي قبل الميلاد على موسوعة التاريخ الحربي.